# تریلر ۲۵
تریلر ۲۵ یا هیجان انگیز ۲۵ (به انگلیسی: Thriller 25) نام آلبومی است که به مناسبت بیست و پنجمین سالگرد منتشر شدن آلبوم تریلر، پر فروش‌ترین آلبوم تاریخ موسیقی جهان، توسط مایکل جکسون، هنرمند و ترانه‌سرای معروف آمریکایی در سال ۲۰۰۸ منتشر شد.
این آلبوم یک موفقیت تجاری بود. فروش جهانی آن در ۱۲ هفتهٔ نخست، ۳ میلیون نسخه بود.
تریلر ۲۵ شامل دو دیسک است. یک سی دی که حاوی ترانه‌ها است و یک دی وی دی که حاوی ۳ کلیپ تصویری و اجرای زندهٔ ترانهٔ بیلی جین است.

## فهرست ترانه‌ها
CD
1. می‌خوای چیزی رو شروع کنی
2. عزیزم مال من باش
3. آن دختر مال من است (با همراهی پل مک‌کارتنی)
4. تریلر
5. بزن به چاک
6. بیلی جین
7. طبیعت بشر
8. پی‌وای‌تی
9. بانویی در زندگیم
10. وینسنت پرایس (قطعه‌ای اضافی از صدای پایانی ترانهٔ تریلر)
11. آن دختر مال من است ۲۰۰۸ (با همراهی ویل.آی.ام)
12. پی وای تی ۲۰۰۸ (با همراهی ویل.آی.ام)
13. می‌خوای چیزی رو شروع کنی ۲۰۰۸ (با همراهی ایکان)
14. بزن به چاک ۲۰۰۸ (با همراهی فرگی)
15. بیلی جین ۲۰۰۸ (ریمیکس کانیه وست)
16. برای تمام دوران‌ها

DVD
در دی‌وی‌دی این آلبوم، ۳ موزیک ویدئو و یک اجرای زنده وجود دارد:
- بیلی جین
- بزن به چاک
- تریلر مایکل جکسون
- بیلی جین (ویژه برنامهٔ موتاون ۲۵: دیروز، امروز، برای همیشه)